# 1339 Désagneauxa
1339 Désagneauxa este un asteroid din centura principală, descoperit pe 4 decembrie 1934, de Louis Boyer.